# 타원 곡면
대수기하학에서 타원 곡면(橢圓曲面, 영어: elliptic surface)은 거의 모든 곳에서 타원 곡선을 올로 하는 올다발이 주어진 곡면이다.

## 정의
타원 곡면은 타원 다발(elliptic fibration)이 주어진 곡면이다. 여기서 타원 다발이란 타원 곡면에서 대수 곡선으로 가는, 고유(영어: proper) 연결(영어: connected) 매끄러운 사상에 대해 그곳의 거의 모든 올이 타원곡선인 올다발이다. 타원 곡선이 아닌 올은 특이올(singular fiber)이라고 한다.

## 특성
대수 곡면의 엔리퀘스-고다이라 분류 가운데, 타원 곡면은 상당히 중요한 종류이다. 이는 대수 곡면의 중요한 예로서, 복소다양체론과 4차원 매끄러운 다양체 이론에서 상대적으로 잘 이해되는 분류이다. 이는 대수적 수체 위의 타원곡선과 비슷하여, 여기에서 많은 성질을 유추할 수 있다.

## 예
- 임의의 타원 곡선과 임의의 곡선의 곱공간은 타원 곡면이다. 여기에는 특이올이 없다.
- 고다이라 차원이 1인 모든 대수 곡면은 타원 곡면이다.
- 모든 엔리퀘스 곡면(Enriques surface)은 타원 곡면을 이루며, 사영 직선 위에 타원 다발을 갖는다.
- 고다이라 곡면

## 특이올의 분류
특이올(영어: singular fiber)의 종류는 유한하다. 이들은 유리 곡선(rational curves)의 합집합이며, 특이점을 갖거나 0이 아닌 중첩수(multiplicities)를 갖는다 (따라서 해당하는 다발은 비축소 스킴이다). 타원 곡면의 특이올의 분류는 고다이라 구니히코와 앙드레 네롱 이 발견하였다. 특이올의 구조는 존 테이트의 알고리즘을 사용하여 계산할 수 있다.
다음은 가능한 최소(minimal) 특이올의 목록이다. 여기서 "최소 특이올"이란 대략 "최소 곡선을 갖지 않는"이라는 뜻이다. 이 목록은 다음과 같다. 여기서 나열된 성질은 다음과 같다.
- 다발의 고다이라 부호
- 다발의 네롱 부호
- 다발의 기약 원의 개수 (I0형 빼고는 모두 유리수)
- 원의 교차 행렬. 즉 1×1의 영행렬이거나, 딘킨 도표가 주어진 아핀 카르탕 행렬이다.

| 고다이라 부호  | 네롱 부호 | 기약 성분수                        | 교차 행렬   |
| -------------- | --------- | ---------------------------------- | ----------- |
| I0             | A         | 1 (elliptic)                       | 0           |
| I1             | B1        | 1 (with double point)              | 0           |
| Iv (v≥2)       | Bv        | v (v distinct intersection points) | affine Av-1 |
| mIv (v≥0, m≥2) |           | Iv with multiplicity m             |             |
| II             | C1        | 1 (with cusp)                      | 0           |
| III            | C2        | 2 (meet at one point of order 2)   | affine A1   |
| IV             | C3        | 3 (all meet in 1 point)            | affine A2   |
| I0*            | C4        | 5                                  | affine D4   |
| Iv* (v>0)      | C5,v      | 5+v                                | affine D4+v |
| IV*            | C6        | 7                                  | affine E6   |
| III*           | C7        | 8                                  | affine E7   |
| II*            | C8        | 9                                  | affine E8   |

이를 구하는 방법은 다음과 같다. 기하학적으로, 다발의 원의 교차 행렬은 음의 반정부호(영어: negative semidefinite)여야 하며, 연결되고, 대칭이며, 대각선에는 {\displaystyle -1}이 없어야 한다(최소성으로부터). 그러한 행렬은 영행렬이거나 A·D·E형 딘킨 도표의 카르탕 행렬이어야 한다.
교차 형렬은 특이올의 종류를 결정하는데, 단 다음과 같은 세 예외가 있다.
- 만약 교차 행렬이 영행렬이면 특이올은 타원 곡선이거나 (I0), 이중점이 있거나(type I1), 커스프(cusp)(type II)이다.
- 만약 교차 행렬이 아핀 A1이면, 2개의 원이 다중치 2이다. 이들은 차수가 1인 두 점에서 만나거나 (type I2), 차수가 2인 한 점에서 만난다(type III).
- 만약 교차 행렬이 아핀 A2이면, 3개의 원이 2점끼리 만난다. 이들은 3개의 서로 다른 점이거나 (type I3), 모두가 한 점에서 만난다 (type IV).

이 목록이 모든 비중복(non-multiple) 특이올 전부이다. 중복(multiple) 특이올은 단일 연결이 아닌 다발에만 존재하며, 이는 Iv형 다발이다.

## 같이 보기
- 엔리퀘스-고다이라 분류